# Clintwood
La ville américaine de Clintwood est le siège du comté de Dickenson, dans l’État de Virginie. Lors du recensement de 2010, sa population s’élevait à 1 414 habitants.

## Source
- (en) Cet article est partiellement ou en totalité issu de l’article de Wikipédia en anglais intitulé « Clintwood, Virginia » (voir la liste des auteurs).